# Bob Sattler
Pour les articles homonymes, voir Sattler.
Bob Sattler est un acteur américain, né le 23 avril 1951.

## Filmographie
- 1999 : Ma mère, moi et ma mère (Anywhere But Here) : Bernie
- 2000 : The Mary Kay Letourneau Story (TV) : Police Officer
- 2000 : Southstreet Lullaby : Cop #1
- 2000 : 60 secondes chrono (Gone in Sixty Seconds) : CHP Officer
- 2001 : Une si douce victime (Cold Heart) : Detective Harris
- 2001 : Un trop bel alibi (In Pursuit) (vidéo) : Second Deputy
- 2001 : Strings : Stage manager
- 2001 : Sexy/Crazy (Crazy/Beautiful) : Police Officer
- 2001 : Echos of Enlightenment : FBI Agent
- 2002 : Tequila Express : RJ
- 2002 : The Naked Run : Police Officer #2
- 2002 : Blue Light Café : James
- 2002 : The Source : Police Officer
- 2003 : This Girl's Life : Police Officer
- 2003 : I Love Your Work d'Adam Goldberg : Policier
- 2004 : The Kids Who Saved Summer (vidéo) : Mayor
- 2005 : Knight to F4 : Police Officer
- 2005 : Inside Out : Police Officer